# IC 1752
IC 1752 ist eine kompakte Galaxie vom Hubble-Typ C im Sternbild Dreieck am Nordsternhimmel. Sie ist schätzungsweise 465 Mio. Lichtjahre von der Milchstraße entfernt und hat einen Durchmesser von etwa 40.000 Lj. Wahrscheinlich bildet sie mit IC 1753 ein gravitativ gebundenes Galaxienpaar.

Im selben Himmelsareal befinden sich u. a. die Galaxien NGC 780 und NGC 784.
Das Objekt wurde am 17. November 1903 vom französischen Astronomen Stéphane Javelle entdeckt.